# Jumput
Jumput is een bestuurslaag in het regentschap Bojonegoro van de provincie Oost-Java, Indonesië. Jumput telt 1370 inwoners (volkstelling 2010).